# Clave (instrumento de percusión)

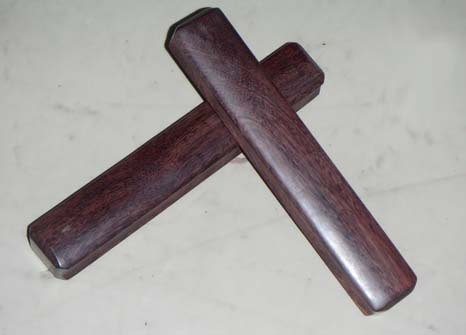
Claves

Las claves son un instrumento de pequeña percusión formado por un par de bastones cilíndricos de madera maciza. Su diámetro es de aproximadamente 2 centímetros por una longitud de 25 cm. También se llama clave al instrumentista que lo ejecuta.
El sonido se produce al percutir uno sobre el otro. El ejecutante debe procurar sujetar el instrumento utilizando la menor superficie posible, para no ahogar el sonido. El timbre de este instrumento es agudo y dependiente del material o corte y tipo de madera, así también como de su acabado.Es un instrumento de altura determinada.
Su origen es afro-cubano, proveniente de clavijas de ácanas que fijaban el maderamen de los barcos donde traían a los esclavos africanos. Desde Cuba, las claves pasaron a la música latinoamericana, donde se usan para marcar el ritmo, y de la música de baile pasaron a las orquestas de concierto.
Las claves son un instrumento de percusión de madera agitada formado por un par de bastones cilíndricos de madera maciza. Es el elemento fundamental y creador de toda la música de Latinoamérica.
Dicha percusión no entraña ni el más mínimo secreto o dificultad, puesto que cualquier persona que se encuentre oyendo música cubana, es capaz de seguir el distinguido ritmo con sus palmas de forma fácil, sencilla y grácil. El ejemplo lo encontramos en cualquier local de música latina del mundo, sean de cultura Occidental, Oriental, Islámica, o cualquier otra.
Aún careciendo de toda posibilidad melódica y/o armónica, estos dos palitos (y su patrón rítmico, sea 2/3 o 3/2) se han crecido tanto en las orquestaciones de música latina, que cualquier discusión acerca de la importancia de cada variable (sea instrumental o de composición) queda relegada a la infamia con solo nombrar "las claves", puesto que en estas (y no en otras consideraciones) es donde realmente se encuentra el secreto de la música latinoamericana en general, y de toda la salsa hecha en cualquier país del mundo en particular.
La clave montuna se toca en patrones rítmicos de 4 tiempos (compasillo) o dos tiempos, según la notación musical, la velocidad y la intención del compositor.
En un primer momento, se utilizaron para marcar el ritmo de trabajo entre los astilleros cubanos.